# Volker Prechtel
Volker Prechtel (ur. 9 sierpnia 1941 w Hopfen am See, zm. 7 sierpnia 1997 w Gröbenzell) – niemiecki aktor teatralny i filmowy, znany w Polsce przede wszystkim z roli mnicha - bibliotekarza Malachiasza w filmie Imię róży w reż. Jeana-Jacques'a Annauda.

## Filmografia
- 1991 - Krzyk kamienia (Cerro Torre: Schrei aus Stein)
- 1986 - Imię róży (Nome della rosa) jako mnich-bibliotekarz Malachiasz
- 1979 - Woyzeck jako Handwerksbursche
- 1974 - Zagadka Kaspara Hausera (Jeder für sich und Gott gegen alle) jako Hiltel strażnik więzienny
- 1976 - Szklane serce (Herz aus Glas) jako wieśniak Wudy